# Нарварте, Андрес
Андрес Нарварте Пиментель (исп. Andrés Narvarte Pimentel; 1781 — 31 марта 1853) — венесуэльский юрист и политик, исполняющий обязанности президента Венесуэлы в 1835 и 1836—1837 годах.

## Биография
Сын Хоакина Нарварте-и-Дескарги и Марии Хосефы Пиментель-и-де-ла-Мота, родился в городе Ла-Гуайра. Получил докторскую степень по гражданскому праву в Университете Каракаса (9 декабря 1804). С 1810 года участвовал в движении за независимость страны, и после провозглашения Симоном Боливаром так называемой Второй республики в 1813—1814 годах был губернатором провинции Трухильо. С падением в декабре 1814 года Второй республики эмигрировал в Сент-Томас. Время его возвращения на родину неизвестно, однако в марте 1819 года он уже находился в венесуэльском городе Хуан-Гриего, а в 1822 году занял должность интенданта (губернатора) департамента Венесуэла в составе Великой Колумбии. В 1830 году, в связи с распадом Великой Колумбии, Нарварте был избран депутатом от Каракаса на Учредительном конгрессе Венесуэлы. В 1831 году он стал ректором собственной Alma Mater. В 1832 году Нарварте получил портфели министра внутренних дел и юстиции, а в 1833 году занял должность вице-президента страны.
20 января 1835 года в связи с отстранением от власти президента Хосе Антонио Паэса Нарварте стал исполняющим обязанности главы государства и руководил Венесуэлой вплоть до 9 февраля, когда во втором туре парламентского голосования новым президентом был избран Хосе Мария Варгас. Однако уже в июне в связи с восстанием, получившим название Революции реформ, Варгас и Нарварте бежали в Сент-Томас, откуда вернулись в августе, когда генерал Паэс вернул консервативным силам контроль над Каракасом. Восстание было подавлено, но Варгас в итоге подал в отставку 24 апреля 1836 года, вследствие чего Нарварте вновь стал временным президентом страны. Обязанности главы государства он исполнял до 20 января 1837 года, когда истёк четырёхлетний срок его вице-президентских полномочий, после чего на его место был избран Хосе Мария Карреньо.
В 1842 году во время следующего президентства Паэса Нарварте вновь был назначен вице-президентом и в мае того же года непродолжительное время исполнял обязанности главы государства в связи с отъездом Паэса. В этот период Нарварте успел издать два важных постановления: о введении налога на изготовление алкогольных напитков и о выделении 160,000 песо на развитие транспортной инфраструктуры.
В 1848 году после вооружённых столкновений между сторонниками Паэса и Хосе Тадео Монагаса Нарварте ушёл из политики. Он умер в Каракасе пять лет спустя.